# El Cocuy
El Cocuy est une municipalité située dans le département de Boyacá, en Colombie.